# Stephen Hillenburg
Stephen McDannell Hillenburg (Lawton, Oklahoma, 1961. augusztus 21. – San Marino, Kalifornia, 2018. november 26.) Emmy-díjas amerikai rendező, író, producer és animátor, korábban tengerbiológus; a SpongyaBob Kockanadrág című sorozat alkotója, az United Plankton Pictures alapítója és vezetője, a Rocko és Mother Goose and Grimm forgatókönyvírója volt.

## Élete
1961. augusztus 21-én született Lawtonban. Miután Anaheimben végzett a Savanna High Schoolon, a Humboldt Állami Egyetemre iratkozott be, ahol 1984-ben diplomázott.

## Karrierje
Hillenburg tengeribiológia-tanárként dolgozott a Orange County Ocean Institute-on. 1984 és 1987 között tengerbiológusként dolgozott, de 1987-ben úgy döntött, hogy pályafutását a másik szenvedélyével, az animációval folytatja. Számos rövidfilmet készített, melyek közül kettőt animációs fesztiválon is bemutattak. A két rövidfilm, a The Green Beret (1991) és a Wormholes (1992) népszerűvé váltak, ennek köszönhetően számos fesztiválon szerepeltek és különböző díjakat is kaptak. 1991 és 1993 között a Mother Goose & Grimm című sorozatban kapott munkát. Joe Murray, a Rocko alkotója egy animációs fesztiválon találkozott Hillenburggel és kérte meg a sorozat rendezésére, amit Hillenburg el is vállalt. A Rocko dolgozásain barátkozott össze Tom Kennyvel, Spongyabob későbbi hangjával, valamint más, később a Spongyabobon dolgozó emberekkel:  Mr. Lawrence-szel, Martin Olsonnal, Paul Tibbitt-tel és másokkal.
2017-ben amiotrófiás laterálszklerózissal (ALS) diagnosztizálták, ami az idegrendszer mozgatásért felelős idegsejtjeinek pusztulását okozza, ennek következtében az izmok elsorvadnak. Jelenleg a betegség nem gyógyítható. Ennek kapcsán bejelentette, hogy: "Aki ismer, az tudja, hogy folytatni fogom a Spongyabobot, és az összes többi szenvedélyemet, amíg csak képes vagyok rá".
2018. november 26-án Hillenburg meghalt.

## A Spongyabob története
1993-ban  Hillenburg a Rocko kezdeteinél találta ki, hogy új rajzfilmbe kezd. Az első vázlatok már 1987 óta készen voltak, de csak a Rocko befejezése után, 1996-ban kezdődtek az érdemi munkálatok. Rengeteg ember csatlakozott a rajzfilmhez más stábokból (Hódító hódok, Doug, Hé, Arnold!, Akciócsoport most!), és az első epizódok 1999 júliusára mind elkészültek.
Az első epizód az 1999-es Nickelodeon Kid's Choice Award után került adásba („Alkalmazott kerestetik/Fenéktakarítás/Meghívás teára”). Akkoriban a Fecsegő tipegők volt a csatorna legnépszerűbb műsora, de a Spongyabob hamar az élre tört; butácska és elbűvölő humora a többi rajzfilm közül is kiemelte. Tom Kenny utánozhatatlan hangja és a tradicionális Spongyabob-kacagás fiatalok és idősek körében is megkedveltette a sorozatot.
A második évad már fejlettebb technikával készült, és még népszerűbb epizódok kerültek adásba. Hatására több rajzfilmkészítő cég gondolta, hogy kicsivel több felnőtt humort csempésznek új sorozataikba, így készült az Angyali keresztszülők is, amely nem sokkal később a Spongyabob mögötti második helyet szerezte meg a Nickelodeonon. A sorozat 2002 elején volt a csúcson, ekkor készültek a klasszikus epizódok.
Ugyanebben az évben röppentek fel az első pletykák egy egész estés mozifilm elkészítéséről. A Nickelodeon ebben az évben meg akarta szüntetni a rajzfilmet, de rajongói petíciók hatására nem tették, s néhány új epizód készült. A harmadik évad 2004-ben ért véget a „Spongyabob és a fojtogató/Kópéság” epizóddal.
2003-tól kezdve a nézettség és a népszerűség fokozatosan visszaesett, és komolyan kezdték fontolgatni, hogy leveszik a rajzfilmet a csatorna műsoráról. 2004 végén jelent meg a mozikban a Spongyabob – A mozifilm, amelynek hatalmas sikere volt. Ennek hatására bejelentették a folytatást is, amelynek a producere már nem Stephen Hillenburg volt (bár a háttérben maradt).
2005 májusában adásba került a negyedik évad, méghozzá az eddigiektől eltérő módon. Korábban ugyanis két 11 perces részből állt a rajzfilm, de most már hetente csak egy 11 perces részt adtak le. 2007-ben bejelentették, hogy elkészül az hatodik évad is, mely 2008-ig került adásba. 2008 márciusában bejelentették, hogy elkészítik a hetedik évadot is.

## Betegsége és halála
Hillenburg 2017. márciusában árulta el a Variety számára, hogy amiotrófiás laterálszklerózist, azaz ALS-t diagnosztizáltak nála, habár azt nyilatkozta, hogy addig rész akar venni a SpongyaBob Kockanadrág készítésében, amíg csak tud. Egy Hillenburghöz közel álló forrás azt nyilatkozta, hogy a férfi a megszólalása idején a betegsége korai stádiumában volt. Utolsó napjaiban producerként viszont betegsége olyan állapotba jutott, hogy már beszélni alig tudott, így nem járt be többé a gyártócég irodájába.
Hillenburg 2018. november 26-án  halt meg 57 éves korában. A TMZ által megszerzett halotti bizonyítvány szerint otthonában, a kaliforniai San Marinoban hunyt el, testét pedig másnap elhamvasztották, hamvait pedig Csendes-óceánba szórták.

## Filmográfia

### Filmek
| Év   | Film                          | Szerep                                    |
| ---- | ----------------------------- | ----------------------------------------- |
| 1991 | The Green Beret               | Rendező Composer                          |
| 1992 | Wormholes                     | Rendező                                   |
| 2004 | Spongyabob – A mozifilm       | Rendező Író Producer Potty papagáj hangja |
| 2015 | Spongyabob – Ki a vízből!     | Író Producer                              |
| 2020 | SpongyaBob: Spongya szökésben | Producer Posztumusz megjelenés            |

### Sorozatok
| Év        | Film                                             | Szerep                                          |
| --------- | ------------------------------------------------ | ----------------------------------------------- |
| 1991–1993 | Mother Goose and Grimm                           | Író                                             |
| 1993–1996 | Rocko                                            | Író Rendező Storyboardrajzoló                   |
| 1999–2018 | SpongyaBob Kockanadrág                           | Készítő Executive producer Potty papagáj hangja |
| 2008      | B, a szuperméh                                   | Special Thanks                                  |
| 2009      | Square Roots: The Story of SpongeBob SquarePants | Önmaga                                          |
| 2013      | The Mundi's World                                | Író                                             |
| 2021      | Korall tábor: SpongyaBob alsós évek              | Executive producer Posztumusz megjelenés        |

## Fordítás
- Ez a szócikk részben vagy egészben  a   Stephen Hillenburg című angol Wikipédia-szócikk fordításán alapul.  Az eredeti cikk szerkesztőit annak laptörténete sorolja fel. Ez a jelzés csupán a megfogalmazás eredetét és a szerzői jogokat jelzi, nem szolgál a cikkben szereplő információk forrásmegjelöléseként.